# Nuoto ai campionati mondiali di nuoto 2011 - 100 metri rana femminili
La specialità dei 100 metri rana femminili ai campionati mondiali di nuoto 2011 si è svolta presso lo Shanghai Oriental Sports Center di Shanghai, in Cina.
Le qualifiche per la semifinale si sono svolte la mattina del 25 luglio 2011, mentre la semifinale si è svolta la sera dello stesso giorno. La finale, invece, si è svolta la sera del 26 luglio 2011.

## Medaglie
| Posizione | Atleta       | Paese       |
| --------- | ------------ | ----------- |
| Oro       | Rebecca Soni | Stati Uniti |
| Argento   | Leisel Jones | Australia   |
| Bronzo    | Liping Ji    | Cina        |

## Record
Prima della manifestazione il record del mondo (WR) e il record dei campionati (CR) erano i seguenti.
| Record mondiale       | 1'04"45 | Jessica Hardy Stati Uniti | 7 agosto 2009 Federal Way, Stati Uniti d'America |
| Record dei campionati | 1'04"84 | Rebecca Soni Stati Uniti  | 27 luglio 2009 Roma, Italia                      |

Nel corso della competizione non sono stati migliorati record.

## Batterie
| Pos. | Atleta                    | Nazionalità          | Tempo   | Batteria | Corsia | Note |
| ---- | ------------------------- | -------------------- | ------- | -------- | ------ | ---- |
| 1    | Rebecca Soni              | Stati Uniti          | 1:05.54 | 6        | 4      |      |
| 2    | Liping Ji                 | Cina                 | 1:07.10 | 6        | 5      |      |
| 3    | Sarah Poewe               | Germania             | 1:07.38 | 6        | 7      |      |
| 4    | Satomi Suzuki             | Giappone             | 1:07.39 | 4        | 5      |      |
| 5    | Jillian Tyler             | Canada               | 1:07.67 | 5        | 6      |      |
| 6    | Leisel Jones              | Australia            | 1:07.72 | 5        | 4      |      |
| 7    | Rikke Pedersen            | Danimarca            | 1:07.80 | 5        | 3      |      |
| 7    | Jennie Johansson          | Svezia               | 1:07.80 | 6        | 3      |      |
| 9    | Julija Efimova            | Russia               | 1:07.81 | 4        | 4      |      |
| 10   | Ye Sun                    | Cina                 | 1:07.96 | 4        | 3      |      |
| 11   | Leiston Pickett           | Australia            | 1:08.06 | 5        | 5      |      |
| 12   | Moniek Nijhuis            | Paesi Bassi          | 1:08.16 | 5        | 2      |      |
| 13   | Marina Garcia Urzainque   | Spagna               | 1:08.42 | 4        | 2      |      |
| 14   | Amanda Beard              | Stati Uniti          | 1:08.51 | 6        | 6      |      |
| 15   | Petra Chocová             | Rep. Ceca            | 1:08.58 | 4        | 1      |      |
| 16   | Joline Hoestman           | Svezia               | 1:08.63 | 4        | 6      |      |
| 17   | Sara El Bekri             | Marocco              | 1:08.96 | 6        | 1      |      |
| 18   | Stacey Tadd               | Regno Unito          | 1:09.08 | 3        | 4      |      |
| 19   | Daria Deeva               | Russia               | 1:09.12 | 5        | 7      |      |
| 20   | Kim Janssens              | Belgio               | 1:09.25 | 4        | 8      |      |
| 21   | Tianna Rissling           | Canada               | 1:09.29 | 6        | 2      |      |
| 22   | Jenna Laukkanen           | Finlandia            | 1:09.39 | 3        | 2      |      |
| 23   | Chiara Boggiatto          | Italia               | 1:09.50 | 5        | 1      |      |
| 24   | Rie Kanetō                | Giappone             | 1:09.56 | 4        | 7      |      |
| 25   | Suzaan Van Biljon         | Sudafrica            | 1:09.64 | 3        | 6      |      |
| 26   | Hrafnhildur Lúthersdóttir | Islanda              | 1:09.82 | 3        | 3      |      |
| 27   | Sycerika McMahon          | Irlanda              | 1:09.91 | 3        | 8      |      |
| 28   | Su Yeon Back              | Corea del Sud        | 1:10.00 | 5        | 8      |      |
| 29   | Evghenia Tanasienco       | Moldavia             | 1:11.03 | 2        | 3      |      |
| 30   | Stephanie Spahn           | Svizzera             | 1:11.13 | 3        | 5      |      |
| 31   | Sara Nordenstam           | Norvegia             | 1:11.33 | 6        | 8      |      |
| 32   | Danielle Beaubrun         | Saint Lucia          | 1:11.34 | 2        | 4      |      |
| 33   | Tanja Smid                | Slovenia             | 1:12.12 | 3        | 7      |      |
| 34   | Anastasia Christoforou    | Cipro                | 1:13.15 | 2        | 5      |      |
| 35   | Patricia Casellas         | Porto Rico           | 1:13.16 | 2        | 6      |      |
| 36   | Carolina Mussi            | Brasile              | 1:13.66 | 3        | 1      |      |
| 37   | Ivana Ninković            | Bosnia ed Erzegovina | 1:14.32 | 2        | 1      |      |
| 38   | Matelita Buadromo         | Figi                 | 1:14.70 | 2        | 8      |      |
| 39   | Daniela Lindemeier        | Namibia              | 1:15.64 | 2        | 2      |      |
| 40   | Jessica Stephenson        | Guyana               | 1:16.54 | 2        | 7      |      |
| 41   | Pilar Shimizu             | Guam                 | 1:21.19 | 1        | 3      |      |
| 42   | Oksana Hətəmxanova        | Azerbaigian          | 1:22.66 | 1        | 5      |      |
| 43   | Mariana Henriques         | Angola               | 1:26.27 | 1        | 6      |      |
| 44   | Ouyngerel Gantumur        | Mongolia             | 1:28.86 | 1        | 4      |      |
| 45   | Guedia Mouafo             | Camerun              | 1:30.56 | 1        | 2      |      |
| 46   | Dede Camara               | Guinea               | 1:40.16 | 1        | 7      |      |

## Semifinali
| Pos. | Atleta                  | Nazionalità | Tempo   | Batteria | Corsia | Note |
| ---- | ----------------------- | ----------- | ------- | -------- | ------ | ---- |
| 1    | Rebecca Soni            | Stati Uniti | 1:04.91 | 2        | 4      |      |
| 2    | Leisel Jones            | Australia   | 1:06.66 | 1        | 3      |      |
| 3    | Liping Ji               | Cina        | 1:07.09 | 1        | 4      |      |
| 4    | Rikke Pedersen          | Danimarca   | 1:07.13 | 2        | 6      |      |
| 5    | Ye Sun                  | Cina        | 1:07.25 | 1        | 2      |      |
| 6    | Jillian Tyler           | Canada      | 1:07.28 | 2        | 3      |      |
| 7    | Julija Efimova          | Russia      | 1:07.53 | 2        | 2      |      |
| 8    | Moniek Nijhuis          | Paesi Bassi | 1:07.60 | 1        | 7      |      |
| 9    | Satomi Suzuki           | Giappone    | 1:07.68 | 1        | 5      |      |
| 10   | Leiston Pickett         | Australia   | 1:07.87 | 2        | 7      |      |
| 11   | Jennie Johansson        | Svezia      | 1:08.02 | 1        | 6      |      |
| 12   | Sarah Poewe             | Germania    | 1:08.38 | 2        | 5      |      |
| 13   | Petra Chocová           | Rep. Ceca   | 1:08.40 | 2        | 8      |      |
| 14   | Joline Hoestman         | Svezia      | 1:08.55 | 1        | 8      |      |
| 15   | Amanda Beard            | Stati Uniti | 1:08.64 | 1        | 1      |      |
| 16   | Marina Garcia Urzainque | Spagna      | 1:08.81 | 2        | 1      |      |

## Finale
| Pos. | Atleta         | Nazionalità | Tempo   | Corsia | Note |
| ---- | -------------- | ----------- | ------- | ------ | ---- |
|      | Rebecca Soni   | Stati Uniti | 1:05.05 | 4      |      |
|      | Leisel Jones   | Australia   | 1:06.25 | 5      |      |
|      | Liping Ji      | Cina        | 1:06.52 | 3      |      |
| 4    | Julija Efimova | Russia      | 1:06.56 | 1      |      |
| 5    | Ye Sun         | Cina        | 1:07.08 | 2      |      |
| 6    | Rikke Pedersen | Danimarca   | 1:07.28 | 6      |      |
| 7    | Jillian Tyler  | Canada      | 1:07.64 | 7      |      |
| 8    | Moniek Nijhuis | Paesi Bassi | 1:07.97 | 8      |      |